# Мутцбратен
Мутцбратен (нім. Mutzbraten) — німецький варіант шашлику або барбекю, характерний для східної Тюрінгії та західної Саксонії. Муцбратен є шматком свинячої лопатки або спини розміром із кулак, приправлений сіллю, перцем і майораном, маринований і приготовлений в березовому диму на так званих підставках (вертикальних жаровнях) для муцбратена. До нього зазвичай подають хліб, квашену капусту та гірчицю, а вживання кетчупу засуджується
Муцбратен здебільшого відомий навколо Шмелльна та Альтенбурга у Східній Тюрінгії та у тюрингських лісах. На альтенбурзькому діалекті слово «Mutz» відноситься до міфічної тварини на кшталт свині без хвоста, волохатої і яйцекладучої, яка за легендою зустрічається тільки в лісах Тюрінгії. Вона схоже на баварських вольпертингерів — міфічних істот, яких описують та зображують як гібриди різних тварин (качконоса білка або кролик із крилами качки). Мутца жартома називають постачальником м'яса для муцбратенів.

## Історія
Муцбратен з'явився у Шмелльні на початку XX століття. У той час мангал або жаровня для муцбратену (Mutzbratenstand) складалася з чотирьох устромлених у землю палиць з кутовими опорами для шампурів. У центрі був вогонь з березових полін, під шампури ставилися довгі сковорідки для збирання жиру. Жар і дим від багаття втомлювали помічників, переважно дітей, які за кілька годин роботи безкоштовно отримували один муцбратен, але технологія залишалася незмінною десятиліттями.

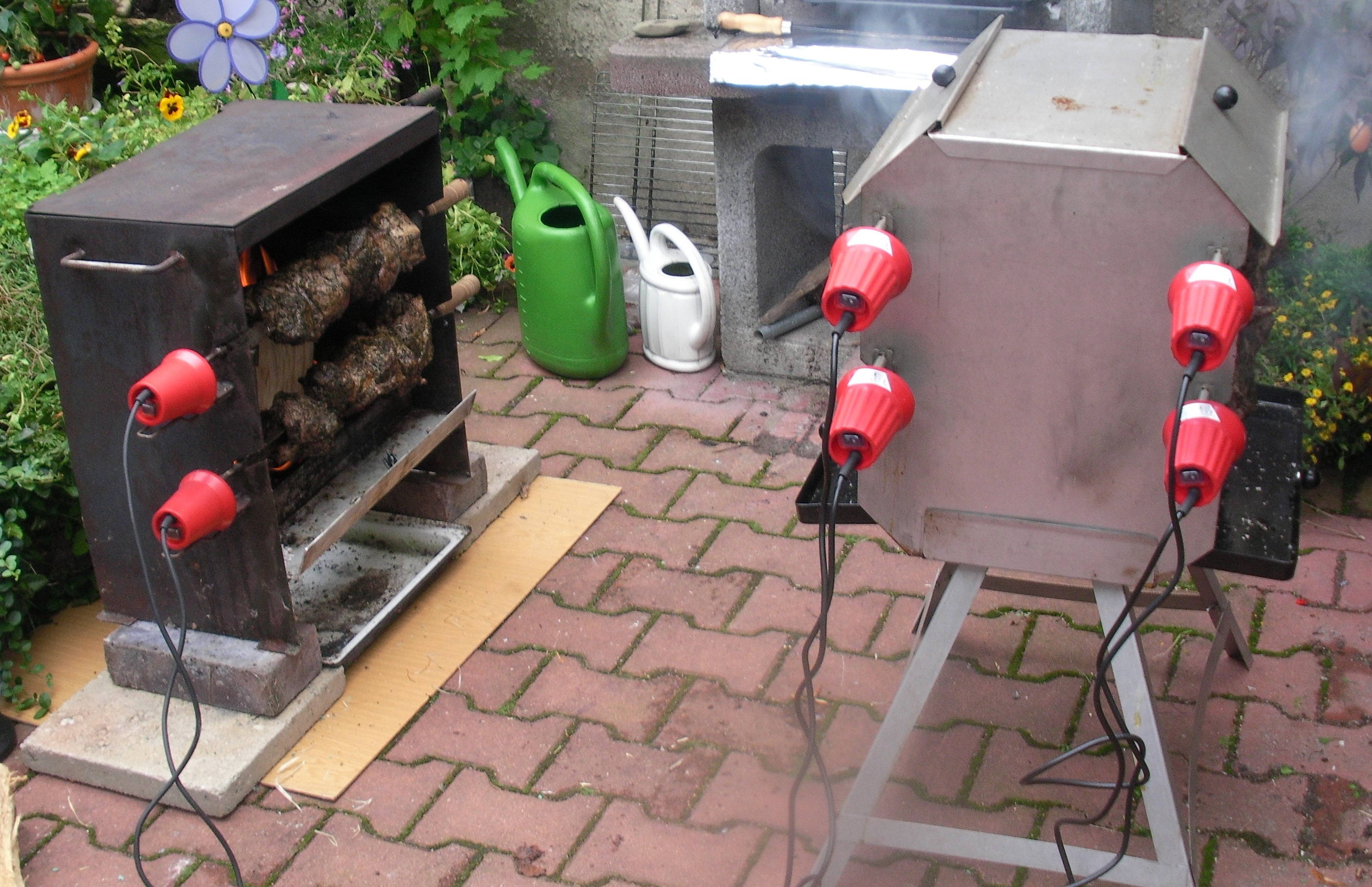
Мангал для муцбратену - саморобний (ліворуч) та промисловий

Мангал для муцбратена нагадує шафу або коробку, відкриту з боків, із шампурами, що обертаються мотором. Гарячі березові дрова надають муцбратену характерний і насичений смак. Під шампурами прикріплені канали для збирання жиру, що капає. Це запобігає капанню жиру у вогонь та утворенню шкідливих пар. Коли у 1960-х роках на ринку з'явилися електричні мотор-редуктори, багато винахідників намагалися зробити приготування ефективнішим та комфортнішим. За дорученням місцевих м'ясників мангали для смаження м'яса вироблялися промисловим способом, з електроприводом. Проте підставки для муцбратена ніколи не виготовлялися в НДР як «товар народного споживання». Госкомпаніям у ГДР було складно робити жаровні для приватного користування, тож люди робили їх самостійно. Для приводу в основному використовувався двигун двірника від автомобіля Trabant та велосипедний або мопедний ланцюг. За часів НДР більшість жаровень були саморобними, жорсткими та важко транспортованими. Сучасні моделі можна розібрати та транспортувати.

## Тюрінгський оригінальний рецепт
Оригінальний шмелльнський муцбратен (Schmöllner Mutzbraten) готується зі свинячої шиї або лопатки. М'ясо має бути з прожилками жиру, тому що нежирне м'ясо при приготуванні висохне і не вбере аромат березової деревини, що є невід'ємною властивістю муцбратену. Шматки м'яса у формі кубиків вагою близько 250 г нарізаються і поміщаються в сіль, перець та майоран на кілька годин. Потім шашлик смажать на березових дровах на підставці для муцбратена щонайменше дві години. Муцбратен подають із хлібом, квашеною капустою та гірчицею.
«Original Schmöllner Mutzbraten» та «Schmöllner Mutzbraten» є товарними знаками, зареєстрованими у Німецькому відомстві з патентів та товарних знаків на користь міської адміністрації Шмелльна..

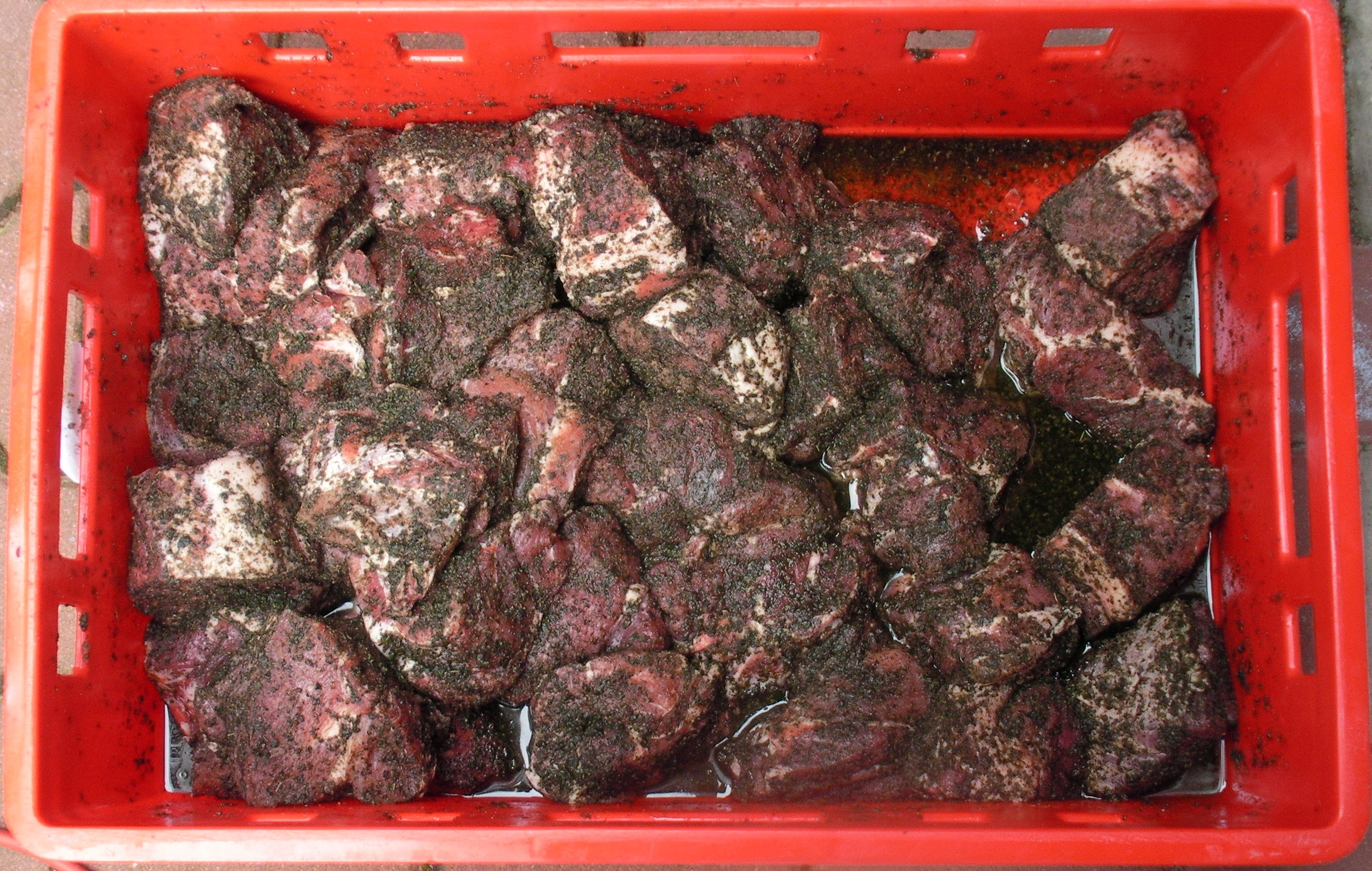
Сира маринована свинина для мутцбратену
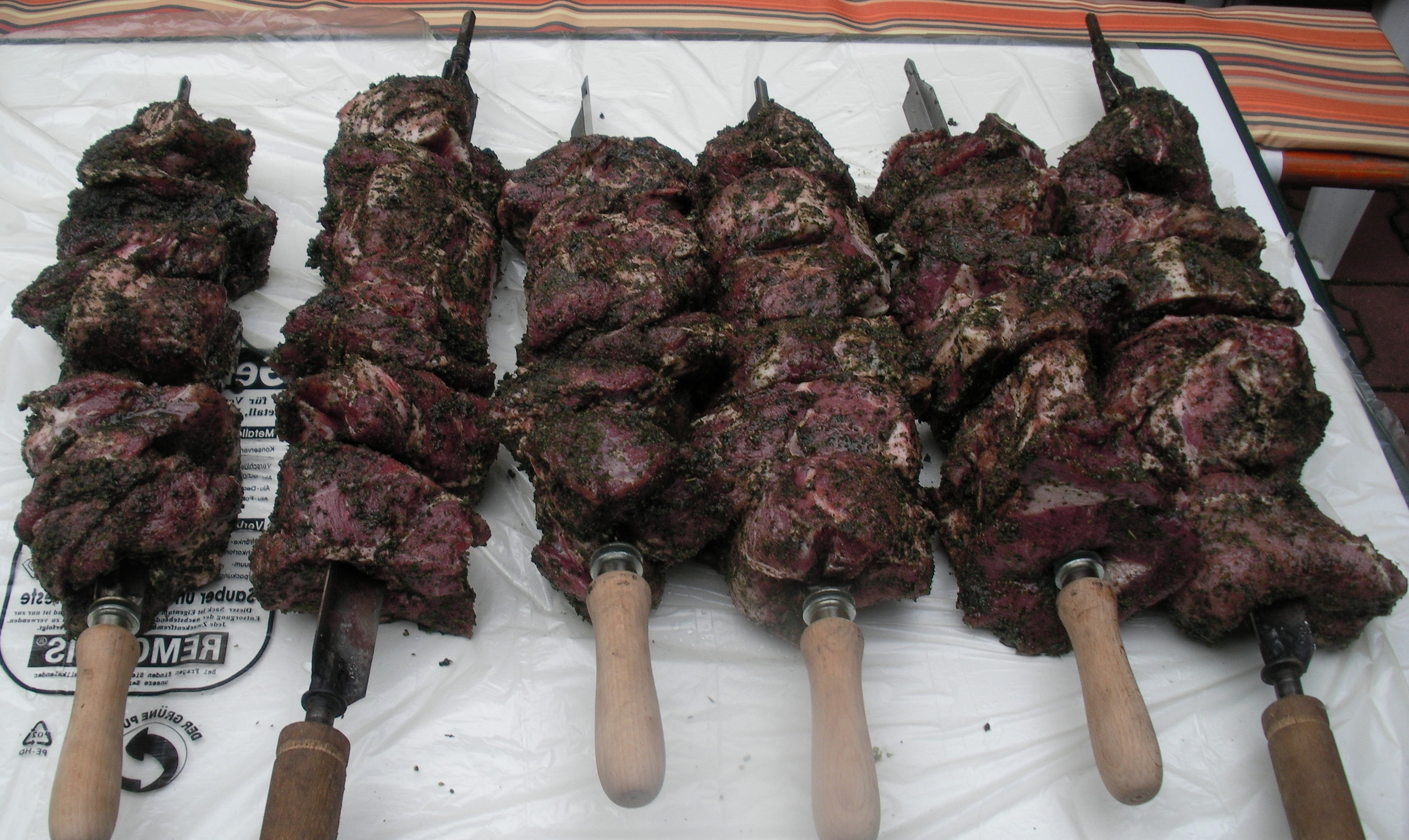
Сирий мутцбратен на рожні
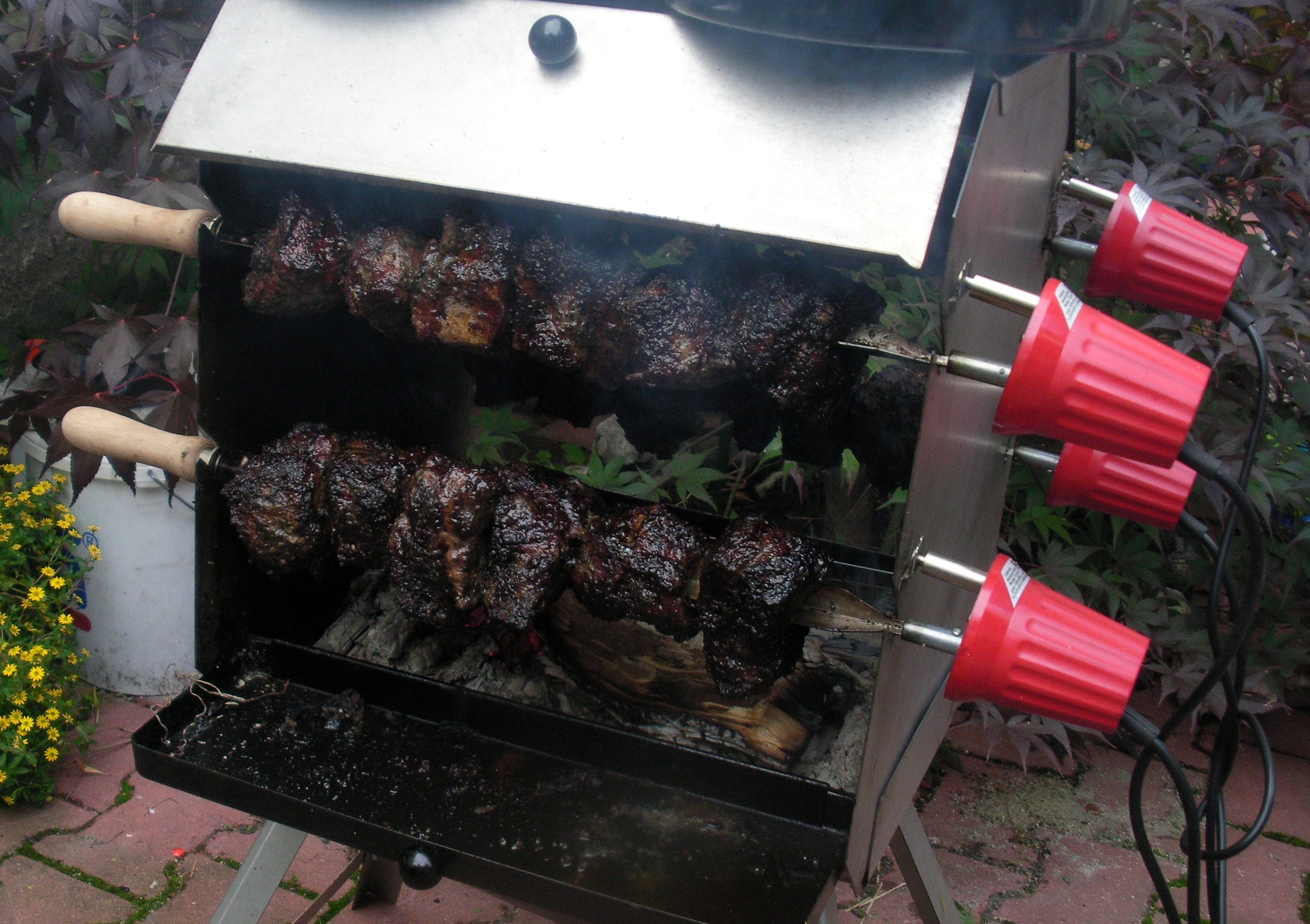
Готовий мутцбратен
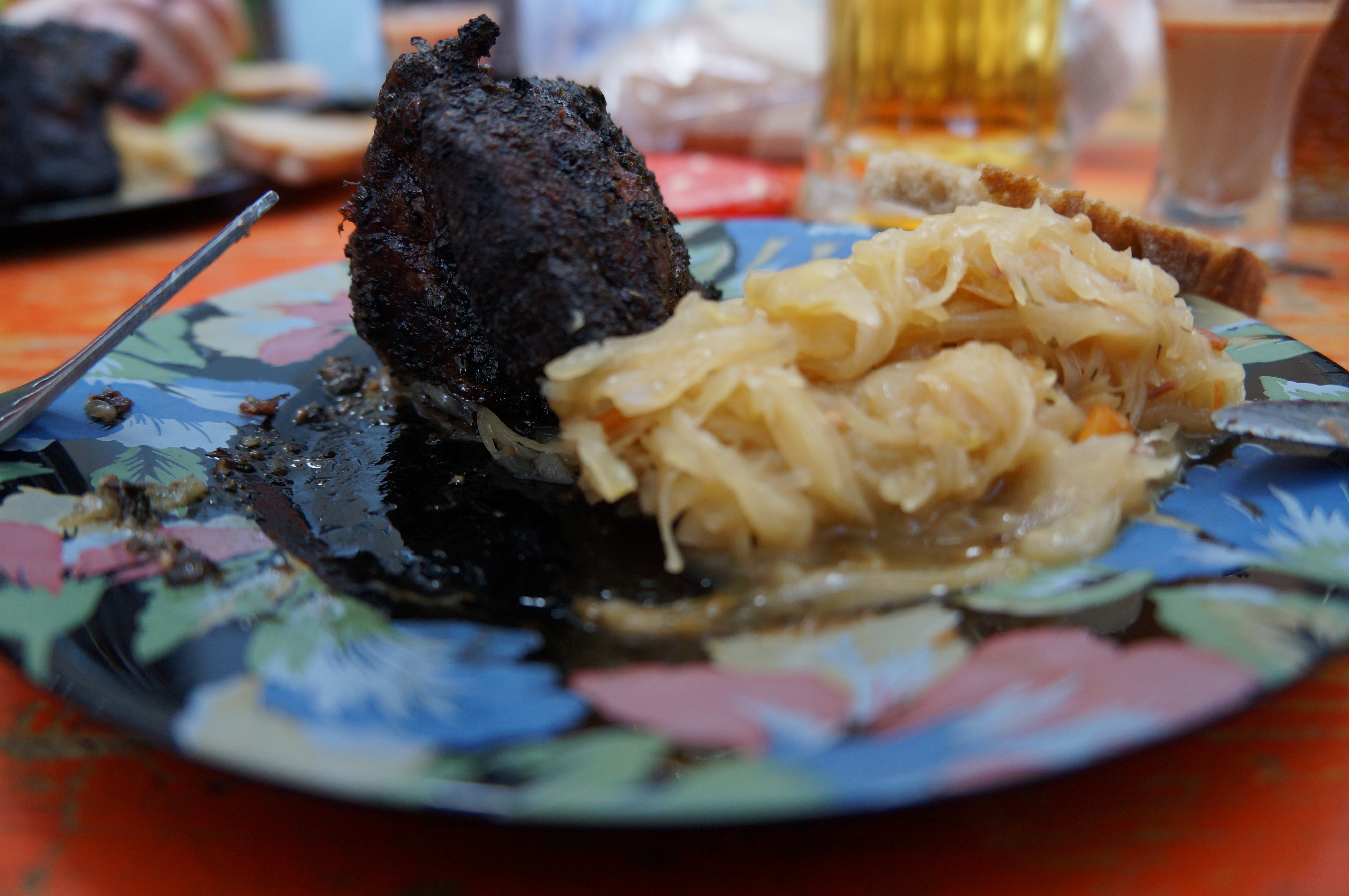
Мутцбратен із квашеною капустою та хлібом